# آربکاسین
آربکاسین(به انگلیسی: Arbekacin) (INN) یک آنتی بیوتیک آمینوگلیکوزیدی نیمه سنتزی است. این دارو برای درمان عفونت‌های ناشی از گونه‌های باکتریایی مقاوم از جمله استافیلوکوک اورئوس مقاوم به متی‌سیلین (MRSA) مورد استفاده قرار می‌گیرد.